# Tour du lac Qinghai 2014
La 13e édition du Tour du lac Qinghai a lieu du 6 juillet au 19 juillet 2014. L'épreuve fait partie de l'UCI Asia Tour, dans la catégorie 2.HC.
Le 27 août 2014, le vainqueur initial de la course, Ilya Davidenok est contrôlé positif aux stéroïdes anabolisants lors du Tour de l'Avenir 2014. Il est provisoirement suspendu par l'UCI. Il est ensuite suspendu pour deux ans jusqu'au 15 octobre 2016, et ses résultats sont annulés à partir du Tour du lac Qinghai. Mykhailo Kononenko récupère la victoire.

## Présentation

### Équipes
Classé en catégorie 2.HC de l'UCI Asia Tour, le Tour du lac Qinghai est par conséquent ouvert aux UCI ProTeams dans la limite de 70 % des équipes participantes, aux équipes continentales professionnelles, aux équipes continentales et aux équipes nationales.
| Nom de l'équipe  | Pays       | Code |
| ---------------- | ---------- | ---- |
| Neri Sottoli     | Italie     | NRI  |
| Drapac           | Australie  | DPC  |
| NetApp-Endura    | Allemagne  | TNE  |
| RusVelo          | Russie     | RVL  |
| UnitedHealthcare | États-Unis | UHC  |

| Nom de l'équipe        | Pays           | Code |
| ---------------------- | -------------- | ---- |
| 5-Hour Energy          | États-Unis     | 5HR  |
| Amore & Vita           | Ukraine        | AMO  |
| Astana Continental     | Kazakhstan     | AS2  |
| Bike Aid-Ride for help | Allemagne      | BAI  |
| Burgos-BH              | Espagne        | BUR  |
| China Hainan Yindongli | Chine          | YDL  |
| Euskadi                | Espagne        | EUK  |
| Gan Su Sports Lottery  | Chine          | GTC  |
| Hengxiang              | Chine          | HEN  |
| Kolss                  | Ukraine        | KLS  |
| La Pomme Marseille 13  | France         | LPM  |
| Ningxia Sports Lottery | Chine          | NTC  |
| Qinghai Tianyoude      | Chine          | TYD  |
| RTS-Santic Racing      | Taipei chinois | RTS  |
| Tabriz Petrochemical   | Iran           | TPT  |
| Torku Şekerspor        | Turquie        | TRK  |
| Vini Fantini Nippo     | Japon          | VFN  |

## Étapes
| Étape     | Date       | Villes étapes        |                 | Distance (km)    | Vainqueur d’étape    | Leader du classement général |
| --------- | ---------- | -------------------- | --------------- | ---------------- | -------------------- | ---------------------------- |
| 1re étape | 6 juillet  | Xining - Xining      | Étape de plaine | 122              | Oleksandr Polivoda   | Oleksandr Polivoda           |
| 2e étape  | 7 juillet  | Duoba - Datong       | Étape de plaine | 188              | Marco Benfatto       | Oleksandr Polivoda           |
| 3e étape  | 8 juillet  | Huzhu - Xihai        | Étape vallonnée | 234              | Mykhailo Kononenko   | Oleksandr Polivoda           |
| 4e étape  | 9 juillet  | Xihai - Heimahe      | Étape de plaine | 206              | Marco Benfatto       | Oleksandr Polivoda           |
| 5e étape  | 10 juillet | Lac Qinghai - Guide  | Étape vallonnée | 203              | Thomas Vaubourzeix   | Ilya Davidenok               |
| 6e étape  | 11 juillet | Guide - Tongren      | Étape vallonnée | 208              | Grega Bole           | Ilya Davidenok               |
| 7e étape  | 12 juillet | Tongren - Hualong    | Étape vallonnée | 143              | Timofey Kritskiy     | Ilya Davidenok               |
| 8e étape  | 13 juillet | Xunhua - Lintao      | Étape vallonnée | 225              | Sergiy Lagkuti       | Ilya Davidenok               |
|           | 14 juillet |                      | Jour de repos   | Journée de repos | Journée de repos     | Journée de repos             |
| 9e étape  | 15 juillet | Tianshui - Tianshui  | Étape de plaine | 118              | Ahmet Örken          | Ilya Davidenok               |
| 10e étape | 16 juillet | Tianshui - Pingliang | Étape vallonnée | 227              | Grega Bole           | Ilya Davidenok               |
| 11e étape | 17 juillet | Yinchuan - Yinchuan  | Étape de plaine | 133              | Mattia Gavazzi       | Ilya Davidenok               |
| 12e étape | 18 juillet | Zhongwei - Zhongwei  | Étape de plaine | 120              | Eduard-Michael Grosu | Ilya Davidenok               |
| 13e étape | 19 juillet | Lanzhou - Lanzhou    | Étape de plaine | 92               | Mattia Gavazzi       | Ilya Davidenok               |

## Déroulement de la course

### 1reétape
| Classement de l'étape | Classement de l'étape | Classement de l'étape | Classement de l'étape | Classement de l'étape |
|                       | Coureur               | Pays                  | Équipe                | Temps                 |
| --------------------- | --------------------- | --------------------- | --------------------- | --------------------- |
| 1er                   | Oleksandr Polivoda    | Ukraine               | Kolss                 | en 2 h 28 min 50 s    |
| 2e                    | Ilya Davidenok        | Kazakhstan            | Astana Continental    | m.t                   |
| 3e                    | José Gonçalves        | Portugal              | La Pomme Marseille 13 | + 40 s                |
| 4e                    | Samuele Conti         | Italie                | Neri Sottoli          | + 40 s                |
| 5e                    | Takashi Miyazawa      | Japon                 | Vini Fantini Nippo    | + 40 s                |
| 6e                    | Daniel Summerhill     | États-Unis            | UnitedHealthcare      | + 40 s                |
| 7e                    | Michael Schwarzmann   | Allemagne             | NetApp-Endura         | + 40 s                |
| 8e                    | Vahid Ghaffari        | Iran                  | Tabriz Petrochemical  | + 40 s                |
| 9e                    | Volodymyr Dyudya      | Ukraine               | Gan Su Sports Lottery | + 40 s                |
| 10e                   | Luigi Miletta         | Italie                | Neri Sottoli          | + 40 s                |
| modifier              |                       |                       |                       |                       |

| Classement général | Classement général  | Classement général | Classement général    | Classement général |
|                    | Coureur             | Pays               | Équipe                | Temps              |
| ------------------ | ------------------- | ------------------ | --------------------- | ------------------ |
| 1er                | Oleksandr Polivoda  | Ukraine            | Kolss                 | en 2 h 28 min 50 s |
| 2e                 | Ilya Davidenok      | Kazakhstan         | Astana Continental    | m.t                |
| 3e                 | José Gonçalves      | Portugal           | La Pomme Marseille 13 | + 40 s             |
| 4e                 | Samuele Conti       | Italie             | Neri Sottoli          | + 40 s             |
| 5e                 | Takashi Miyazawa    | Japon              | Vini Fantini Nippo    | + 40 s             |
| 6e                 | Daniel Summerhill   | États-Unis         | UnitedHealthcare      | + 40 s             |
| 7e                 | Michael Schwarzmann | Allemagne          | NetApp-Endura         | + 40 s             |
| 8e                 | Vahid Ghaffari      | Iran               | Tabriz Petrochemical  | + 40 s             |
| 9e                 | Volodymyr Dyudya    | Ukraine            | Gan Su Sports Lottery | + 40 s             |
| 10e                | Luigi Miletta       | Italie             | Neri Sottoli          | + 40 s             |
| modifier           |                     |                    |                       |                    |

### 2eétape
|    | Coureur              | Équipe                |    | Temps          |
| -- | -------------------- | --------------------- | -- | -------------- |
| 1  | Marco Benfatto       | Astana Continental    | en | 4h 17 min 35 s |
| 2  | Robert Förster       | UnitedHealthcare      | +  | m.t.           |
| 3  | Evaldas Šiškevičius  | La Pomme Marseille 13 |    | m.t.           |
| 4  | Jon Aberasturi       | Euskadi               |    | m.t.           |
| 5  | Jonathan Cantwell    | Drapac                |    | m.t.           |
| 6  | Antonio Di Battista  | Amore & Vita          |    | m.t.           |
| 7  | Carlos Barbero       | Euskadi               |    | m.t.           |
| 8  | Eduard-Michael Grosu | Vini Fantini Nippo    |    | m.t.           |
| 9  | Ralf Matzka          | NetApp-Endura         |    | m.t.           |
| 10 | Federico Butto       | Burgos-BH             |    | m.t.           |

|    | Coureur            | Équipe                |    | Temps           |
| -- | ------------------ | --------------------- | -- | --------------- |
| 1  | Oleksandr Polivoda | Kolss                 | en | 6 h 46 min 12 s |
| 2  | Ilya Davidenok     | Astana Continental    | +  | 5 s             |
| 3  | José Gonçalves     | La Pomme Marseille 13 |    | 49 s            |
| 4  | Mahdi Sohrabi      | Tabriz Petrochemical  |    | 52 s            |
| 5  | Daniel Summerhill  | UnitedHealthcare      |    | 53 s            |
| 6  | Takashi Miyazawa   | Vini Fantini Nippo    |    | 53 s            |
| 7  | Volodymyr Dyudya   | Gan Su Sports Lottery |    | 53 s            |
| 8  | Samuele Conti      | Neri Sottoli          |    | 53 s            |
| 9  | Sergiy Lagkuti     | Kolss                 |    | 53 s            |
| 10 | Vahid Ghaffari     | Tabriz Petrochemical  |    | 53 s            |

### 3eétape
|    | Coureur             | Équipe                |    | Temps          |
| -- | ------------------- | --------------------- | -- | -------------- |
| 1  | Mykhailo Kononenko  | Kolss                 | en | 5h 27 min 26 s |
| 2  | Thomas Vaubourzeix  | La Pomme Marseille 13 | +  | 5 s            |
| 3  | Ilya Davidenok      | Astana Continental    |    | 27 s           |
| 4  | Juan José Oroz      | Burgos-BH             |    | 27 s           |
| 5  | Daniel Summerhill   | UnitedHealthcare      |    | 27 s           |
| 6  | Oleksandr Polivoda  | Kolss                 |    | 27 s           |
| 7  | José Gonçalves      | La Pomme Marseille 13 |    | 27 s           |
| 8  | František Padour    | NetApp-Endura         |    | 29 s           |
| 9  | Timofey Kritskiy    | RusVelo               |    | 29 s           |
| 10 | Nurbolat Kulimbetov | Astana Continental    |    | 32 s           |

|    | Coureur            | Équipe                |    | Temps            |
| -- | ------------------ | --------------------- | -- | ---------------- |
| 1  | Oleksandr Polivoda | Kolss                 | en | 12 h 14 min 05 s |
| 2  | Ilya Davidenok     | Astana Continental    | +  | 1 s              |
| 3  | Mykhailo Kononenko | Kolss                 |    | 30 s             |
| 4  | Thomas Vaubourzeix | La Pomme Marseille 13 |    | 38 s             |
| 5  | José Gonçalves     | La Pomme Marseille 13 |    | 49 s             |
| 6  | Daniel Summerhill  | UnitedHealthcare      |    | 53 s             |
| 7  | Juan José Oroz     | Burgos-BH             |    | 1 min 09 s       |
| 8  | František Padour   | NetApp-Endura         |    | 1 min 11 s       |
| 9  | Timofey Kritskiy   | RusVelo               |    | 1 min 11 s       |
| 10 | Vahid Ghaffari     | Tabriz Petrochemical  |    | 1 min 12 s       |

### 4eétape
|    | Coureur | Équipe |    | Temps |
| -- | ------- | ------ | -- | ----- |
| 1  |         |        | en |       |
| 2  |         |        | +  |       |
| 3  |         |        |    |       |
| 4  |         |        |    |       |
| 5  |         |        |    |       |
| 6  |         |        |    |       |
| 7  |         |        |    |       |
| 8  |         |        |    |       |
| 9  |         |        |    |       |
| 10 |         |        |    |       |

|    | Coureur | Équipe |    | Temps |
| -- | ------- | ------ | -- | ----- |
| 1  |         |        | en |       |
| 2  |         |        | +  |       |
| 3  |         |        |    |       |
| 4  |         |        |    |       |
| 5  |         |        |    |       |
| 6  |         |        |    |       |
| 7  |         |        |    |       |
| 8  |         |        |    |       |
| 9  |         |        |    |       |
| 10 |         |        |    |       |

### 5eétape
|    | Coureur            | Équipe                |    | Temps |
| -- | ------------------ | --------------------- | -- | ----- |
| 1  | Thomas Vaubourzeix | La Pomme Marseille 13 | en |       |
| 2  |                    |                       | +  |       |
| 3  |                    |                       |    |       |
| 4  |                    |                       |    |       |
| 5  |                    |                       |    |       |
| 6  |                    |                       |    |       |
| 7  |                    |                       |    |       |
| 8  |                    |                       |    |       |
| 9  |                    |                       |    |       |
| 10 |                    |                       |    |       |

|    | Coureur        | Équipe             |    | Temps |
| -- | -------------- | ------------------ | -- | ----- |
| 1  | Ilya Davidenok | Astana Continental | en |       |
| 2  |                |                    | +  |       |
| 3  |                |                    |    |       |
| 4  |                |                    |    |       |
| 5  |                |                    |    |       |
| 6  |                |                    |    |       |
| 7  |                |                    |    |       |
| 8  |                |                    |    |       |
| 9  |                |                    |    |       |
| 10 |                |                    |    |       |

### 6eétape
|    | Coureur | Équipe |    | Temps |
| -- | ------- | ------ | -- | ----- |
| 1  |         |        | en |       |
| 2  |         |        | +  |       |
| 3  |         |        |    |       |
| 4  |         |        |    |       |
| 5  |         |        |    |       |
| 6  |         |        |    |       |
| 7  |         |        |    |       |
| 8  |         |        |    |       |
| 9  |         |        |    |       |
| 10 |         |        |    |       |

|    | Coureur | Équipe |    | Temps |
| -- | ------- | ------ | -- | ----- |
| 1  |         |        | en |       |
| 2  |         |        | +  |       |
| 3  |         |        |    |       |
| 4  |         |        |    |       |
| 5  |         |        |    |       |
| 6  |         |        |    |       |
| 7  |         |        |    |       |
| 8  |         |        |    |       |
| 9  |         |        |    |       |
| 10 |         |        |    |       |

### 7eétape
|    | Coureur | Équipe |    | Temps |
| -- | ------- | ------ | -- | ----- |
| 1  |         |        | en |       |
| 2  |         |        | +  |       |
| 3  |         |        |    |       |
| 4  |         |        |    |       |
| 5  |         |        |    |       |
| 6  |         |        |    |       |
| 7  |         |        |    |       |
| 8  |         |        |    |       |
| 9  |         |        |    |       |
| 10 |         |        |    |       |

|    | Coureur | Équipe |    | Temps |
| -- | ------- | ------ | -- | ----- |
| 1  |         |        | en |       |
| 2  |         |        | +  |       |
| 3  |         |        |    |       |
| 4  |         |        |    |       |
| 5  |         |        |    |       |
| 6  |         |        |    |       |
| 7  |         |        |    |       |
| 8  |         |        |    |       |
| 9  |         |        |    |       |
| 10 |         |        |    |       |

### 8eétape
|    | Coureur | Équipe |    | Temps |
| -- | ------- | ------ | -- | ----- |
| 1  |         |        | en |       |
| 2  |         |        | +  |       |
| 3  |         |        |    |       |
| 4  |         |        |    |       |
| 5  |         |        |    |       |
| 6  |         |        |    |       |
| 7  |         |        |    |       |
| 8  |         |        |    |       |
| 9  |         |        |    |       |
| 10 |         |        |    |       |

|    | Coureur | Équipe |    | Temps |
| -- | ------- | ------ | -- | ----- |
| 1  |         |        | en |       |
| 2  |         |        | +  |       |
| 3  |         |        |    |       |
| 4  |         |        |    |       |
| 5  |         |        |    |       |
| 6  |         |        |    |       |
| 7  |         |        |    |       |
| 8  |         |        |    |       |
| 9  |         |        |    |       |
| 10 |         |        |    |       |

### 9eétape
|    | Coureur | Équipe |    | Temps |
| -- | ------- | ------ | -- | ----- |
| 1  |         |        | en |       |
| 2  |         |        | +  |       |
| 3  |         |        |    |       |
| 4  |         |        |    |       |
| 5  |         |        |    |       |
| 6  |         |        |    |       |
| 7  |         |        |    |       |
| 8  |         |        |    |       |
| 9  |         |        |    |       |
| 10 |         |        |    |       |

|    | Coureur | Équipe |    | Temps |
| -- | ------- | ------ | -- | ----- |
| 1  |         |        | en |       |
| 2  |         |        | +  |       |
| 3  |         |        |    |       |
| 4  |         |        |    |       |
| 5  |         |        |    |       |
| 6  |         |        |    |       |
| 7  |         |        |    |       |
| 8  |         |        |    |       |
| 9  |         |        |    |       |
| 10 |         |        |    |       |

### 10eétape
|    | Coureur | Équipe |    | Temps |
| -- | ------- | ------ | -- | ----- |
| 1  |         |        | en |       |
| 2  |         |        | +  |       |
| 3  |         |        |    |       |
| 4  |         |        |    |       |
| 5  |         |        |    |       |
| 6  |         |        |    |       |
| 7  |         |        |    |       |
| 8  |         |        |    |       |
| 9  |         |        |    |       |
| 10 |         |        |    |       |

|    | Coureur | Équipe |    | Temps |
| -- | ------- | ------ | -- | ----- |
| 1  |         |        | en |       |
| 2  |         |        | +  |       |
| 3  |         |        |    |       |
| 4  |         |        |    |       |
| 5  |         |        |    |       |
| 6  |         |        |    |       |
| 7  |         |        |    |       |
| 8  |         |        |    |       |
| 9  |         |        |    |       |
| 10 |         |        |    |       |

### 11eétape
|    | Coureur | Équipe |    | Temps |
| -- | ------- | ------ | -- | ----- |
| 1  |         |        | en |       |
| 2  |         |        | +  |       |
| 3  |         |        |    |       |
| 4  |         |        |    |       |
| 5  |         |        |    |       |
| 6  |         |        |    |       |
| 7  |         |        |    |       |
| 8  |         |        |    |       |
| 9  |         |        |    |       |
| 10 |         |        |    |       |

|    | Coureur | Équipe |    | Temps |
| -- | ------- | ------ | -- | ----- |
| 1  |         |        | en |       |
| 2  |         |        | +  |       |
| 3  |         |        |    |       |
| 4  |         |        |    |       |
| 5  |         |        |    |       |
| 6  |         |        |    |       |
| 7  |         |        |    |       |
| 8  |         |        |    |       |
| 9  |         |        |    |       |
| 10 |         |        |    |       |

### 12eétape
|    | Coureur | Équipe |    | Temps |
| -- | ------- | ------ | -- | ----- |
| 1  |         |        | en |       |
| 2  |         |        | +  |       |
| 3  |         |        |    |       |
| 4  |         |        |    |       |
| 5  |         |        |    |       |
| 6  |         |        |    |       |
| 7  |         |        |    |       |
| 8  |         |        |    |       |
| 9  |         |        |    |       |
| 10 |         |        |    |       |

|    | Coureur | Équipe |    | Temps |
| -- | ------- | ------ | -- | ----- |
| 1  |         |        | en |       |
| 2  |         |        | +  |       |
| 3  |         |        |    |       |
| 4  |         |        |    |       |
| 5  |         |        |    |       |
| 6  |         |        |    |       |
| 7  |         |        |    |       |
| 8  |         |        |    |       |
| 9  |         |        |    |       |
| 10 |         |        |    |       |

### 13eétape
|    | Coureur | Équipe |    | Temps |
| -- | ------- | ------ | -- | ----- |
| 1  |         |        | en |       |
| 2  |         |        | +  |       |
| 3  |         |        |    |       |
| 4  |         |        |    |       |
| 5  |         |        |    |       |
| 6  |         |        |    |       |
| 7  |         |        |    |       |
| 8  |         |        |    |       |
| 9  |         |        |    |       |
| 10 |         |        |    |       |

|    | Coureur | Équipe |    | Temps |
| -- | ------- | ------ | -- | ----- |
| 1  |         |        | en |       |
| 2  |         |        | +  |       |
| 3  |         |        |    |       |
| 4  |         |        |    |       |
| 5  |         |        |    |       |
| 6  |         |        |    |       |
| 7  |         |        |    |       |
| 8  |         |        |    |       |
| 9  |         |        |    |       |
| 10 |         |        |    |       |

## Classements finals

### Classements annexes
|   | Cycliste | Équipe | Points |
| - | -------- | ------ | ------ |
| 1 | '        |        |        |
| 2 |          |        |        |
| 3 |          |        |        |

|   | Cycliste | Équipe | Points |
| - | -------- | ------ | ------ |
| 1 | '        |        |        |
| 2 |          |        |        |
| 3 |          |        |        |

|   | Cycliste | Équipe |    | Temps |
| - | -------- | ------ | -- | ----- |
| 1 | '        |        | en |       |
| 2 |          |        | +  |       |
| 3 |          |        |    |       |

|   | Équipe | Pays |    | Temps |
| - | ------ | ---- | -- | ----- |
| 1 |        |      | en |       |
| 2 |        |      | +  |       |
| 3 |        |      |    |       |

## Évolution des classements
| Étape              | Vainqueur | Classement général | Classement par points | Classement de la montagne | Classement du meilleur asiatique | Classement par équipes |
| ------------------ | --------- | ------------------ | --------------------- | ------------------------- | -------------------------------- | ---------------------- |
| 1                  |           |                    |                       |                           |                                  |                        |
| 2                  |           |                    |                       |                           |                                  |                        |
| 3                  |           |                    |                       |                           |                                  |                        |
| 4                  |           |                    |                       |                           |                                  |                        |
| 5                  |           |                    |                       |                           |                                  |                        |
| 6                  |           |                    |                       |                           |                                  |                        |
| 7                  |           |                    |                       |                           |                                  |                        |
| 8                  |           |                    |                       |                           |                                  |                        |
| 9                  |           |                    |                       |                           |                                  |                        |
| 10                 |           |                    |                       |                           |                                  |                        |
| 11                 |           |                    |                       |                           |                                  |                        |
| 12                 |           |                    |                       |                           |                                  |                        |
| 13                 |           |                    |                       |                           |                                  |                        |
| Classements finals |           |                    |                       |                           |                                  |                        |

## Liste des participants
| Légende | Légende                                                                                                  | Légende | Légende                                                                                         |
| ------- | --- | ------- | ----------------------------------------------------------------------------------------------- |
| Num     | Dossard de départ porté par le coureur sur ce Tour                                                       | Pos     | Position finale au classement général                                                           |
|         | Indique le vainqueur du classement général                                                               |         | Indique le vainqueur du classement de la montagne                                               |
|         | Indique le vainqueur du classement par points                                                            |         | Indique le vainqueur du classement du meilleur asiatique                                        |
|         | Indique la meilleure équipe                                                                              |         |                                                                                                 |
| NP      | Indique un coureur qui n'a pas pris le départ d'une étape, suivi du numéro de l'étape où il s'est retiré | AB      | Indique un coureur qui n'a pas terminé une étape, suivi du numéro de l'étape où il s'est retiré |
| HD      | Indique un coureur qui a terminé une étape hors des délais, suivi du numéro de l'étape                   | EX      | Coureur exclu pour non-respect du règlement                                                     |